# Bounce rate
Bounce rate (in italiano frequenza di rimbalzo) è un termine utilizzato nell'analisi di traffico sui siti web. Un bounce (in inglese rimbalzo) avviene quando l'utente abbandona il sito dopo aver preso visione di una sola pagina web entro pochi secondi.
Molti sistemi di statistiche fissano il bounce rate a 30 secondi: un utente si definisce disinteressato ai contenuti di una pagina se l'abbandona entro 30 secondi. Seppure il limite di 30 secondi sia un valore di riferimento, in alcuni applicativi software commerciali esso si sta decisamente abbassando, anche a 5 secondi. Un basso tasso di abbandono è indice di buona organizzazione dei contenuti e di un aspetto grafico accattivante, che invita l'utente a continuare nell'esplorazione del sito.
La definizione analitica del bounce rate di un sito è il numero di visitatori che visitano una sola pagina del sito (per sessione di navigazione) diviso per il numero complessivo di visitatori.
La definizione analitica del bounce rate per una pagina web è il numero di visitatori che caricano solo la pagina diviso per il numero complessivo di visitatori della pagina.

## Formula
{\displaystyle R_{b}={\frac {T_{v}}{T_{e}}}}
dove
- Rb = Bounce rate
- Tv = Numero di visitatori che visualizzano solo una pagina
- Te = Visitatori totali del sito